# Wilfred Bungei
Wilfred Kipkemboi Bungei (Kabirirsang, 24 de julho de 1980) é um corredor de meia-distância do Quênia, campeão olímpico dos 800 m em Pequim 2008.
Primo do atual recordista mundial dos 800 m,Wilson Kipketer, queniano naturalizado dinamarquês, Bungei começou a correr na escola secundária, primeiro nas distâncias de 100 e 200 m e depois praticou o decatlo, passando então a se dedicar aos 800 metros. Sua primeira aparição internacional notada, foi com a medalha de prata no Campeonato Mundial Júnior de Atletismo de 1998. Três anos depois, conquistou outra medalha de prata no campeonato senior, o Campeonato Mundial de Atletismo de 1991, em Edmonton, no Canadá. Classificado como nº1 do mundo em 2002 e 2003, quando fez sua melhor marca e quinta da prova no mundo - 1m42s34 - ele participou dos Jogos Olímpicos de Atenas, em 2004, mas ficou apenas em quinto lugar.
Em 2006, ele venceu  os 800 m no Campeonato Mundial de Atletismo em Pista Coberta de 2006 mas seu grande momento na carreira veio em Pequim 2008, quando ganhou a medalha de ouro na prova, em 1m44s65.